# Touhou Project
Touhou Project (東方Project Tōhō Purojekuto?) (literalmente: Proiectul Estic sau Proiectul Oriental), sau mai pe scurt doar Touhou, este o serie de jocuri video de acțiune-aventură de tip "bullet hell" creat de un singur japonez pe nume de ZUN (sau Jun'ya Ōta) prin intermediul grupului de doujin-uri Team Shanghai Alice⁠(d), fiind singurul membru al acesteia. 
Din 1995, membrul echipei, Jun'ya "ZUN" Ōta, a dezvoltat în mod independent programarea, grafica, scrierea și muzica pentru serial, autopublicând 19 jocuri principale și 6 spin-off, până octombrie 2023. ZUN a produs, de asemenea, lucrări tipărite și albume muzicale conexe și a colaborat cu dezvoltatorul Twilight Frontier la 7 spin-off-uri oficiale suplimentare Touhou, majoritatea fiind jocuri de luptă.
În 2010, cartea recordurilor Guinness a recunoscut franciza Touhou ca fiind cea mai profilică serie de jocuri de tip shooter.

## Istorie
Junya Ota (太田 順也 Jun'ya Ōta?), născut pe 18 martie 1977 în satul Hakuba din prefectura Nagano, dezvoltatorul acestei serii de jocuri, și-a arătat interesul în jocurile de tip "shoot 'em up" în timpul liceului, când acesta și-a manifestat dorința de a vedea un asemenea joc cu o tematică mai "tradițională", bazată pe religia șintoistă, față de majoritatea jocurilor "shoot 'em up" ale vremii, care aveau tematici militare sau ștințiifico-fantastice, sau ambele. De asemenea, avea cunoștințe considerabile în muzică, fiind implicat în clubul de orchestră al liceului, vrând inițial să facă muzică pentru jocuri video. El spune că sursa lui de inspirație sunt jocurile aniilor '80 precum Super Mario Bros. și Street Fighter II⁠(d), pe care le juca pe Nintendo Famicom Disk System. 
În 1995, în timp ce erea student de matematică la Universitatea de Electrică din Tokyo (東京電機大学 (Tōkyō denki daigaku?)), a început să creeze primul joc din serie, Touhou Reiiden, pe calculatorul NEC PC-9821, care fusese lansat în 1992. Primul joc a fost demonstrat în noiembrie 1996 pe campusul din Hatoyama al universității și lansat pe 15 august 1997 la Comiket 52, cea mai mare convenție de doujinshi din Japonia. Primul joc este considerat printre cele mai rare, doar 30 de copii fiind vândute. Următoarele patru jocuri au fost lansate până în 1998, toate fiind dezvoltate pentru PC-98. În aceea perioadă, jocurile au fost publicate de către Amusement Makers, cercul de doujin din care făcea parte Ota, care a început să folosească numele ZUN Soft pentru primele jocuri (ulterior fiind cunoscut doar ca ZUN).
Între 1998 și 2001, a existat o pauză în dezvoltare, ZUN lucrând la compania de jocuri video Taito ca un programator și compozitor de muzică pentru Amusement Makers. În 2001, acesta părăsește Amusement Makers pentru a-și întemeia propriul cerc de doujin-uri, numit Team Shanghai Alice și începe să lucreze la un nou joc video pentru calculatoarele care funcționează pe Microsoft Windows. Conform lui ZUN, începutul acestei "epoci" reprezintă un punct de pornire nou pentru întreaga serie și povestea ei, dar cu multe referințe preluate din jocurile din epoca PC-98.

## Sinopsis
Seria de jocuri se desfășoară în Gensōkyō (幻想郷, literalmente: Tărâmul Illuziilor/Fanteziilor), un loc sigilat de lumea exterioară și locuit în principal de oameni și yōkai, creaturi legendare din folclorul japonez, care sunt personificate în Touhou ca bishōjo (literalmente: fete frumoase) într-un stil moe antropomorf. Reimu Hakurei, preoteasa (miko) din Altarul Hakurei și personajul principal al seriei, este adesea însărcinată cu rezolvarea „incidentelor” supranaturale cauzate în și în jurul Gensōkyō-ului.
Ca locație, Gensōkyō se află undeva într-un loc izolat din munții Japoniei (probabil inspirat din zona natală a lui ZUN, alpii din prefectura Nagano), care la început era descris doar ca fiind "un loc izolat și separat alcătuit dintr-un sat omenesc într-o țară orientală" (de aici și numele francizei)